# 景阳林站
景阳林站是位于内蒙古自治区五原县景阳林乡的一个铁路车站，邮政编码15116。车站建于1957年，有包兰铁路经过该站，现不办理客货运业务，车站及其上下行区间均为电气化区段。车站距离包头站175公里，隶属呼和浩特铁路局，是五等站。